# 花岡大学
花岡 大学（はなおか だいがく、1909年2月6日 - 1988年1月29日）は、日本の童話作家・小説家・児童文学作家、仏教の僧侶である。本名如是（ゆきよし）、僧名大岳。浄迎寺の住職を務めた。京都女子大学名誉教授。

## 来歴・人物
奈良県吉野郡大淀町佐名伝（当時は宇智郡大阿太村佐名伝）の浄迎寺の花岡大雄、チクの次男として大阪市で生まれる。
1921年、大阿太小学校（現在は南阿太小学校と合併して五條市立阿太小学校）から奈良県立五條中学校（現奈良県立五條高等学校）へ進学したが、5年生の時突然退学し、結局京都市の中央仏教学院で中等教育を終えた。1927年4月に龍谷大学予科へ入り、1934年龍谷大学史学科を卒業。
五條中学在学中から創作活動を続け、龍谷大学在学中に自費出版で『魑魅魍魎』を出版。
卒業後は大阪府天野小学校（河内長野市）、布施第三小学校（東大阪市）、奈良県立吉野高等女学校（現奈良県立大淀高等学校）等で教職に就きながら作家を志す。
1936年、毎日新聞が出していた児童雑誌「大毎コドモ」に書いた童話が好評で童話作家となる。
同年、上原弘毅と童話作家連盟(のち童話作家クラブと改称)を結成し、「童話作家」を発行。
1938年には岡本良雄らと同人誌『新童話文学集団』を発刊して創作活動にとりくんだ。仏教経典に基づいた仏典童話を数多く創作した。
同年9月、召集で歩兵第38連隊に入隊したが、ここで東大寺の長老になる清水公照と知り合い、後の共同制作へつながっている。
1941年、童話集「月夜の牛車」で認められる。
1948年にはNHKラジオ放送の連続劇「清願寺の子どもたち」（男子ばかり子だくさんの花岡の家庭をモデルとした作品）が放送開始。
1956年には吉野史談会を設立し、郷土の吉野をテーマにした機関誌『吉野風土記』（1956-1968）の編集を行う。1960年、弟子であった川村たかしらとともに近畿児童文化協会を結成し、機関紙『近畿児童文化』を発刊した。
1965年3月、奈良県立大淀高等学校を退職、1966年4月京都女子大学児童学科助教授、龍谷大学・大谷大学講師となった。1970年川村たかしらと「幼年芸術」を発刊した。1971年4月京都女子大学教授。のち奈良文化女子短期大学教授。
児童文学作家としては宮沢賢治、小川未明と並び称されることもある。
第二次大戦後、次々に作品を発表し、1960年に短編集『かたすみの満月』で小川未明文学賞奨励賞、翌1961年に『ゆうやけ学校』で小学館文学賞を受賞した。
1974年京都女子大学を定年退職(65歳)、奈良文化女子短期大学教授となった。このころ個人誌『まゆら』を刊行し、作品や評論を発表した。「花岡大学童話文学全集」も刊行した。1986年浄迎寺北方の奈良県五條市大野新田町に花岡大学童話碑が建立され、また龍谷大学の朝枝善照、平野不退（直林不退）らによって「花岡大学研究」（永田文昌堂）が刊行された。
司馬遼太郎は新聞記者時代から花岡と交友があり、エッセイ等で花岡とその文学にたびたび言及している。
主要著作は法藏館より、『花岡大学仏典童話全集』（全8巻）などに収められている。

## 受賞
- 1960年 『かたすみの満月』で小川未明文学奨励賞受賞
- 1961年 『ゆうやけ学校』で小学館文学賞
- 1977年　正力松太郎賞
- 1977年  「月の顔」で第24回サンケイ児童出版文化賞
- 1980年  仏教伝道文化賞(第20回)〔昭和60年〕
- 西本願寺門主賞

## 著書
- 『聖戦の歌を語る』（興教書院） 1940
- 『勲章』（横山書店） 1942
- 『小さな村のランプ』（百華苑） 1948
- 『さるとラッパ』（東山書房） 1948
- 『花ぬすっと』（百華苑） 1949
- 『かたえくぼの歌』（奈良文庫） 1949
- 『月夜念仏』（永田文昌堂） 1952
- 『みどりのランプ』（講談社） 1959
- 『赤とんぼの空』（理論社） 1960
- 『かたすみの満月』（百華苑） 1960
- 『ゆうやけ学校』（理論社） 1961
- 『世界民話の旅 みんなきょうだい』（理論社） 1962
- 『笑う山脈』（講談社） 1963
- 『地獄のラッパ』（百華苑） 1963
- 『七〇人の人間像 あの道この道』（百華苑） 1963
- 『欲ばりの赤てんぐ』（大阪教育図書、世界童話12か月） 1964
- 『百羽のツル 童話集』（実業之日本社） 1965
- 『三分間講話 心にしみる朝礼のタネ』（実業之日本社、実日新書） 1965
- 『妙好人清九郎』（百華苑） 1966
- 『児童文学の世界』（大阪教育図書） 1967
- 『三分間エピソード』（実業之日本社、実日新書） 1967
- 『新・三分間講話』（実業之日本社、実日新書） 1968
- 『ひとりぼっちの念仏 放送講話集』（百華苑） 1968
- 『聖書ものがたり』（集英社、母と子の名作文学27） 1968
- 『チベットの風』（実業之日本社） 1969
- 『新・仏教童話全集』全8巻・別巻1（法蔵館） 1969 - 1970
- 『児童文学の探究』（大阪教育図書） 1969
- 『あんずぬすっと』（学習研究社） 1970
- 『虚仮記』（法蔵館） 1970
- 『やわらかい手 短篇童話集』（構造社） 1970
- 『ピイナのちえ』（学習研究社、『3年の学習 読み物特集号』）1970[4][5]
- 『人生の花たば』（佼成出版社） 1971
- 『逸話による人生講話』（大阪教育図書） 1971
- 『うろこ雲』（実業之日本社） 1972
- 『こしぬけ左門』（岩崎書店） 1972
- 『でこぼこ道』（あすなろ書房） 1972
- 『きんのはくちょう』（PHP研究所） 1972
- 『くも合戦 こがねぐもの一生』（文研出版、文研科学の読み物) 1973
- 『とんがりぼうしのぎんのすず』（百華苑、幼児への法話） 1973
- 『王さましかのねがい』（岩崎書店） 1973
- 『幼年文学についての走り書き的覚書』（大阪教育図書） 1974
- 『カランバの鬼』（理論社） 1975
- 『空飛ぶ金のしか』（旺文社） 1975
- 『六べえとクマンバチ』（あすなろ書房） 1975
- 『かえってきた白鳥』（PHP研究所） 1976.12
- 『月の顔』（PHP研究所） 1977.2
- 『白い少女』（探求社） 1977.4
- 『あばれんぼうのこどもライオン』（旺文社） 1977.3
- 『ここに生きる道がある 心に残るエピソード集』（PHP研究所） 1977.7
- 『おにのめん』（小学館） 1977.7
- 『南無の世界 親鸞へのひとすじの思慕』（PHP研究所） 1977.12
- 『月の道』（PHP研究所） 1978.10
- 『おうさまになったこびと』（文研出版） 1978.12
- 『限りある命を生きる』（ミネルヴァ書房） 1979.7
- 『赤いみずうみ』（探究社、仏典童話） 1979.2
- 『大乗仏典のこころ』（法蔵館） 1980.1
- 『花岡大学童話文学全集』全6巻（法蔵館） 1980.5
  1. 精選短編集1
  2. 精選短編集2
  3. 初期作品集
  4. 幼年童話集
  5. 月の顔・月の道
  6. ゆうやけ学校
- 『三分間人生講話 第1巻 魂の奔流・いま立ち止まってはならない』（同朋舎出版） 1980.5
- 『三分間人生講話 第2巻 人間山脈・われわれは何をなすべきか』（同朋舎出版） 1980.5
- 『三分間人生講話 第3巻 愛の心・人間、このすばらしきもの』（同朋舎出版） 1980.5
- 『東大寺の伝説』（法蔵館） 1980.7
- 『続仏典童話全集』1 - 2（法蔵館） 1981
- 『くびかざりぬすっと』（同朋舎出版、仏典絵本） 1981.11
- 『500ぱのかも』（同朋舎出版、仏典絵本） 1981.11
- 『センタンのほどこし』（同朋舎出版、仏典絵本） 1981.11
- 『どくのへび』（同朋舎出版、仏典絵本） 1981.11
- 『どっぼんライオン』（同朋舎出版、仏典絵本） 1981.11
- 「花岡大学仏教随想選集」（探究社）
  1. よろこびいっぱいの念仏 1983
  2. 親鸞へのひとすじの道 1984
  3. 火と燃えあがる信心 1984
- 『いたずらこだぬき おじいのとっておきの話』（PHP研究所） 1983.5
- 『消えない声 仏典童話』（佼成出版社） 1984.1
- 『妙好人の世界』（弥生書房） 1984.3
- 『世界一の石の塔』（戸田デザイン研究室） 1984.9
- 『仏典童話新作集1 うそをつかない王さま』（法蔵館） 1984.11
- 『仏典童話新作集2 白いひげのおじいさん』（法蔵館） 1984.11
- 『仏典童話新作集3 ほとけの目』（法蔵館） 1984.11
- 『百羽のツル』（戸田デザイン研究所） 1986.1
- 『かもしかのこえ』（善本社、新仏典童話集成） 1986.10
- 『ヒマラヤのはと』（善本社、新仏典童話集成） 1986.10
- 『笑うおしゃかさま』（善本社、新仏典童話集成） 1986.10
- 『子うしのはなし』（PHP研究所） 1987.1
- 『人間錬磨のすすめ 歴史に学ぶ真の指導者像』（佼成出版社、ダルマブックス） 1987.8
- 『花岡大学仏典童話1 消えない灯』(筑摩書房、ちくま文庫) 1990
- 『花岡大学仏典童話2 金の羽』(筑摩書房、ちくま文庫) 1990

## 翻訳・共著
- 『八犬伝物語』（馬琴、講談社） 1966
- 『千早城のまもり 太平記』（小峰書店、日本の古典童話） 1966
- 『鬼のしくじり パンチャタントラ物語』（小峰書店、中国・インドの古典童話） 1969
- 『日本のまほう話』（偕成社、少年少女類別民話と伝説） 1972
- 『奈良の伝説』（岩井宏実共著、角川書店、日本の伝説） 1976
- 『伊勢・志摩の伝説』（駒敏郎共著、角川書店、日本の伝説） 1979.3
- 『若狭・越前の伝説』（駒敏郎共著、角川書店、日本の伝説） 1980.5
- 『おおきなおとどっすん』（すずき出版、ジャータカ絵本全集） 1988.3